# Peyreleau
Peyreleau település Franciaországban, Aveyron megyében. Lakosainak száma 71 fő (2022. január 1.). Peyreleau La Cresse, Mostuéjouls, La Roque-Sainte-Marguerite, Saint-André-de-Vézines, Veyreau, Le Rozier, Saint-Pierre-des-Tripiers és Rivière-sur-Tarn községekkel határos.

## Népesség
A település népességének változása:
| Lakosok száma | 95   | 100  | 77   | 68   | 79   | 74   | 74   | 73   | 73   | 71   |
|               | 1968 | 1982 | 1990 | 2006 | 2013 | 2015 | 2017 | 2019 | 2020 | 2022 |